# Runa Imai
Runa Imai, född 15 augusti 2000, är en japansk simmare.
Imai tävlade för Japan vid olympiska sommarspelen 2016 i Rio de Janeiro, där hon blev utslagen i semifinalen på 200 meter medley.